# Argia nigrior
Argia nigrior är en trollsländeart som beskrevs av Philip Powell Calvert 1909. Argia nigrior ingår i släktet Argia och familjen dammflicksländor. IUCN kategoriserar arten globalt som livskraftig. Inga underarter finns listade i Catalogue of Life.